# フィジー (軽巡洋艦)
|          |                                                                                        |
| 艦歴     |                                                                                        |
| 発注     |                                                                                        |
| 起工     | 1938年5月30日                                                                          |
| 進水     | 1939年5月31日                                                                          |
| 就役     | 1940年5月5日                                                                           |
| 退役     |                                                                                        |
| その後   | 1941年5月22日に戦没                                                                    |
| 除籍     |                                                                                        |
| 性能諸元 |                                                                                        |
| 排水量   | 満載 10,450トン                                                                        |
| 全長     | 169.3 m (555.5 ft)                                                                     |
| 全幅     | 18.9 m (62 ft)                                                                         |
| 吃水     | 5.0 m (16.5 ft)                                                                        |
| 機関     | ギアード・タービン、4軸推進、72,500 shp                                                |
| 最大速   | 33ノット(61 km/h)                                                                      |
| 乗員     | 730名                                                                                  |
| 兵装     | 6インチ砲12門 4インチ砲8門 40mmボフォース砲8門 4連装2ポンド砲3基 21インチ魚雷発射管6門 |

フィジー (HMS Fiji, C58) はイギリス海軍の軽巡洋艦。クラウン・コロニー級。第二次世界大戦において1941年5月22日戦没。

## 艦歴
1938年5月30日起工。1939年5月31日に進水し、1940年5月5日就役した。
1940年9月1日、ドイツ潜水艦「U32」に雷撃され損傷。
1941年5月、MD4作戦で、地中海艦隊への増援として地中海を通ってアレクサンドリアへ向かう。
5月15日から16日の夜、「フィジー」と軽巡洋艦「グロスター」はクレタ島ヘラクリオンに増援部隊を上陸させた。20日、ドイツ軍がクレタ島に侵攻を開始する。「フィジー」と「グロスター」はアレクサンドリアで補給後、21日7時にクレタ島西方で戦艦「ウォースパイト」、「ヴァリアント」などからなるA1部隊（ローリングス少将）と合流した。22日、「フィジー」と「グロスター」は、ドイツ軍機に撃沈された駆逐艦「グレイハウンド」の生存者救助中の駆逐艦「カンダハー」、「キングストン」の支援に派遣される。しかし、2隻の弾薬欠乏が明らかになり、撤退命令が出されるが、まず「グロスター」に爆弾が命中し沈没、その後「フィジー」も爆撃で撃沈された。